# Chah-Tcheragh
La Chah-Tcheragh (ou Shah-Cheragh ; en persan : شاه‌چراغ / Šâh-Čerâġ, « roi de la lumière ») est une mosquée et un mausolée situé dans le quartier historique de la ville de Chiraz en Iran, abritant la tombe des frères Amir Ahmad et Mir Muhammad, fils du septième imam chiite Moussa al-Kazim.

## Histoire
Ce site est le plus important lieu de pèlerinage de la ville de Chiraz. Amir Ahmad and Mir Muhammad, fils du septième imam chiite Moussa al-Kazim et frères de Ali ar-Rida, huitième imam chiite duodécimain, avaient pris refuge dans la ville pendant la persécution des musulmans chiites par les Abbassides vers 800 ap. J.-C. Ils furent poursuivis et tués sur ce site sur ordre du califat.
Pendant le règne de l'atabeg Imad ed-Din Zengi, fondateur de la dynastie zengide (dans les années 30 du XIIe siècle ap. J.-C.), le premier ministre du monarque, Amir Muqarrab al-din Badr al-din, fit construire la chambre funéraire, la coupole, ainsi qu'un porche à colonnades. La mosquée est restée en l'état pendant environ deux siècles, jusqu’à ce que de nouveaux travaux furent entrepris par la reine Tash Khatun (la mère de Shah Abu Ishaq Inju) de 1344 à 1349 (745-750 AH). Elle réalisa d'importantes réparations, construisit un édifice, une salle d'audience, un collège et une tombe destinée à elle-même sur le côté sud. Elle présenta un coran unique, en trente volumes, écrit en caractères thuluth dorés avec décoration en or, dans le style du calligraphe de l'époque, Yahya Jamali. Il ne reste rien des bâtiments édifiés par la reine Tash Khatun, mais les volumes du coran ont été préservés et sont exposés au musée Pars de Chiraz.
À la suite de plusieurs tremblements de terre, la mosquée a été restaurée à diverses reprises au XVIe et XIXe siècles. Mais en raison de nombreuses fissures, la coupole a finalement été démolie en 1958 et remplacée par une structure en acier, plus légère, de même forme que la coupole originale.

## Architecture

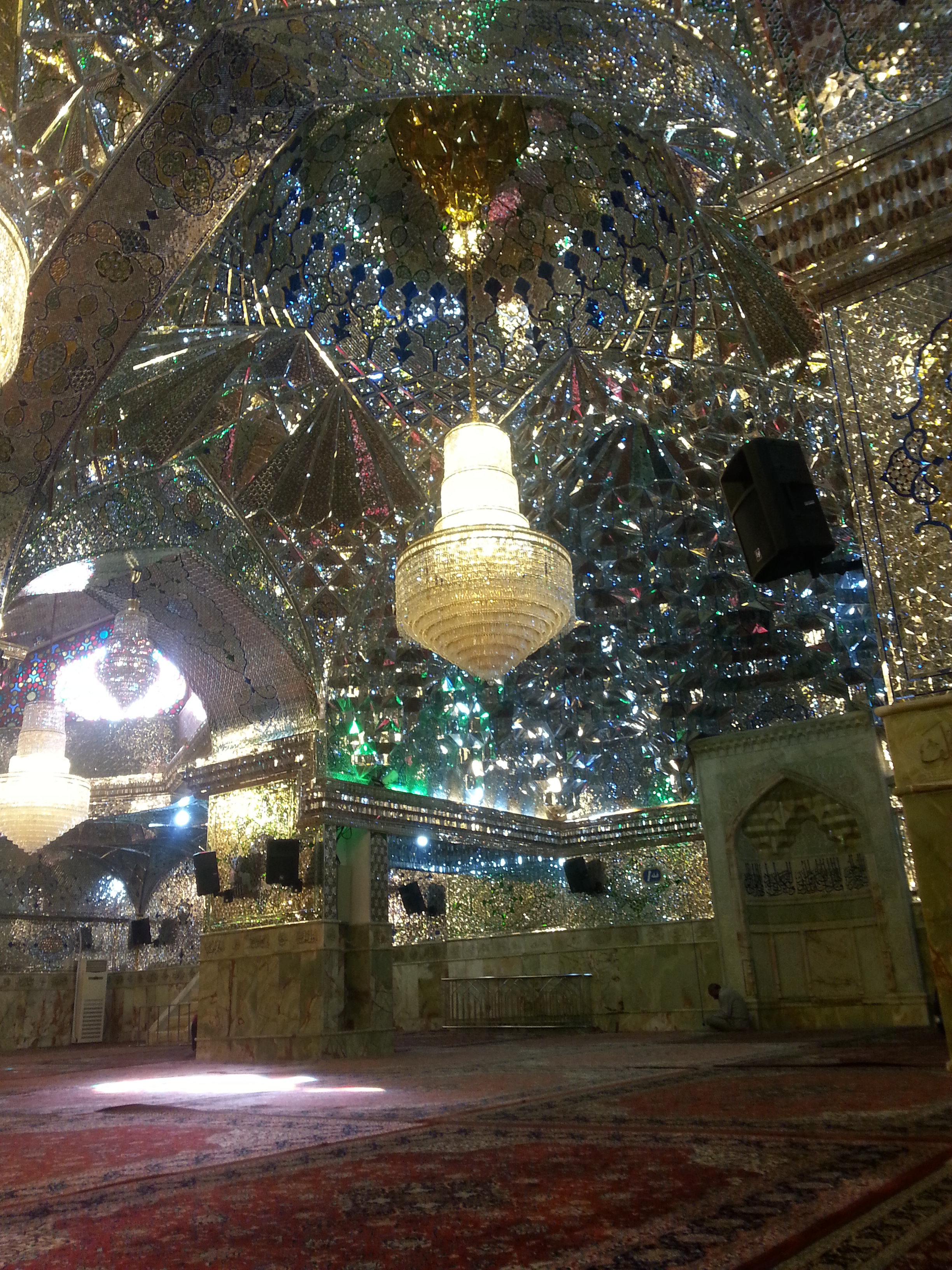
Salles de prière, sous le dôme, présentant des décorations Ayeneh-kari.

L'édifice actuel se compose du portique original, à l'est, avec ses dix colonnes, d'une vaste cour flanquée de quatre iwans, d'une mosquée, à l'ouest, et de diverses salles. 
Le complexe comprend une mosquée, le mausolée de Sayyid Ahmad ibn Musa et, plus récemment, un musée d'histoire. 
Le mausolée de Sayyid Ahmad, fait de plâtre et de pierre, est surmonté d'un grand dôme. 
Cet immense dôme qui surplombe le sanctuaire est incrusté de centaines de milliers de carreaux de céramique finement ouvragés. Les murs intérieurs sont également recouverts d'une myriade de pièces de verre taillé éblouissant, entremêlées de carreaux multicolores,. 
Le dôme actuel possède une ossature métallique achevée à l'époque kadjar. Il a remplacé le dôme original de l'époque safavide, détruit lors du tremblement de terre. La décoration de l'ensemble est une mosaïque de verre réfléchissant, les inscriptions sont en stuc, les portes sont recouvertes de panneaux d'argent, et le complexe est sublimé par un élégant portique et un large sahn. 
Le tombeau, avec sa balustrade en treillis, se trouve dans une alcôve entre l'espace sous le dôme et la mosquée. Cet emplacement est une coutume, de sorte qu'il ne se trouve pas directement sous le dôme. D'autres lieux de pèlerinage à Chiraz suivent une pratique similaire. Deux courts minarets se trouvent à chaque extrémité du portique à colonnes.

## Galerie

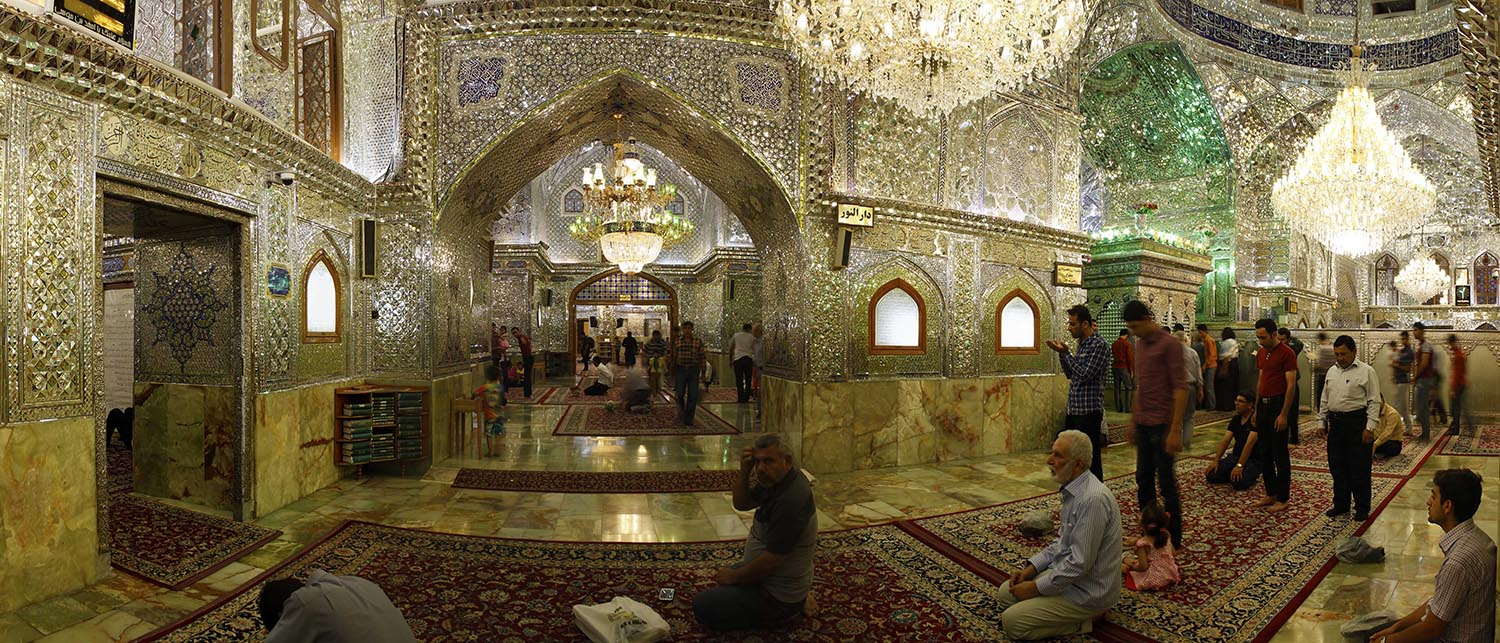
Vue panoramique de l'intérieur.

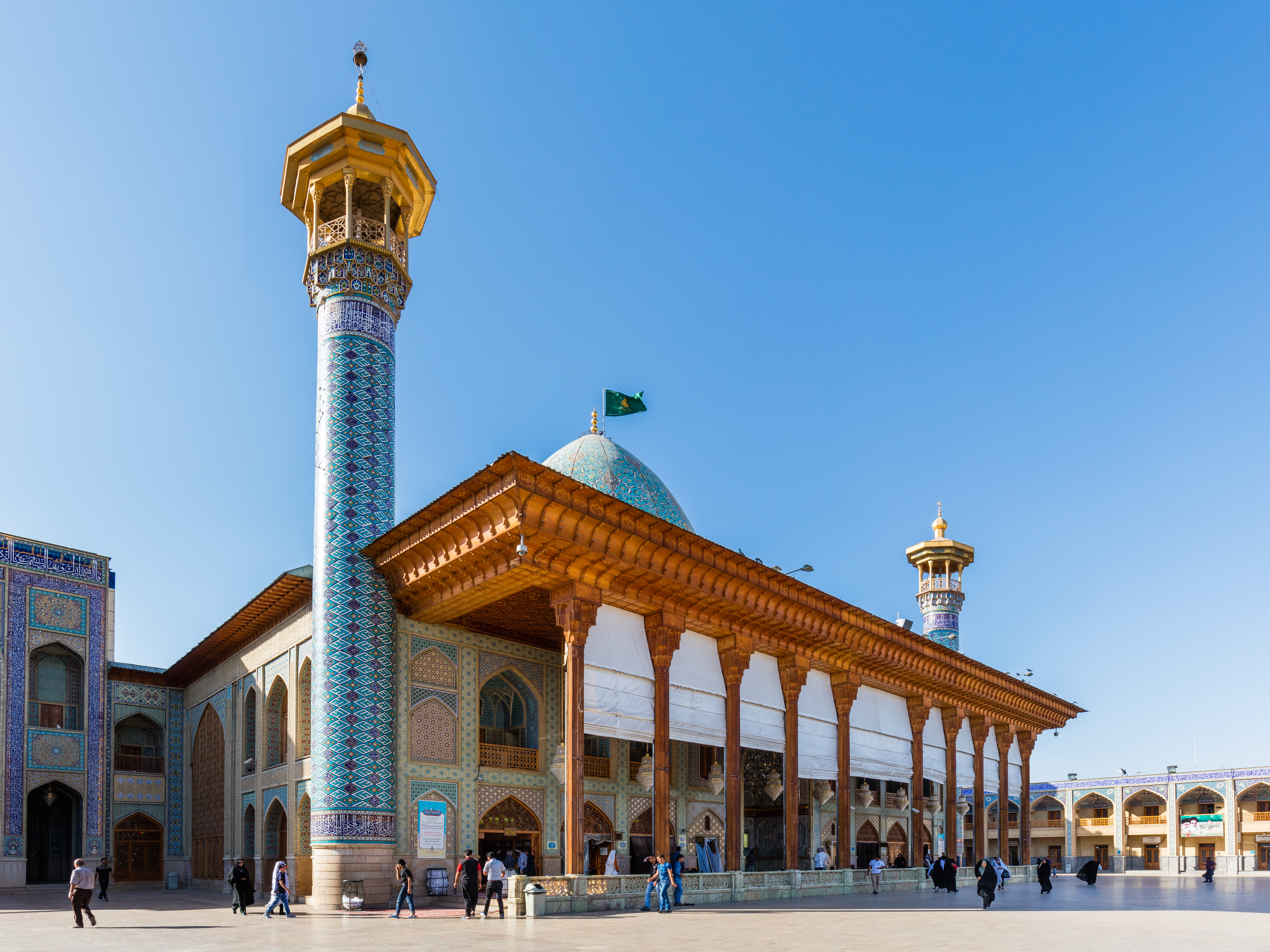
Extérieur
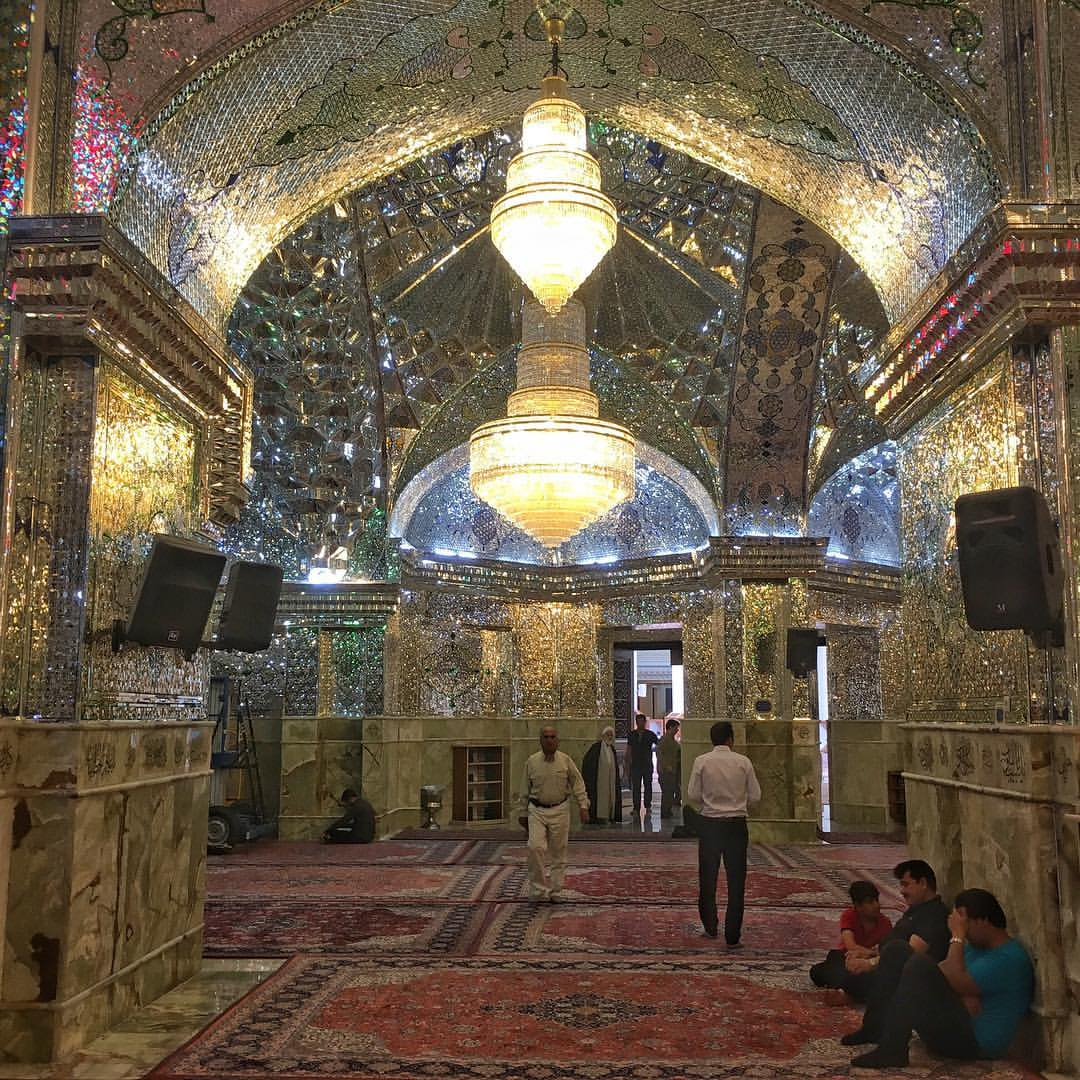
Intérieur
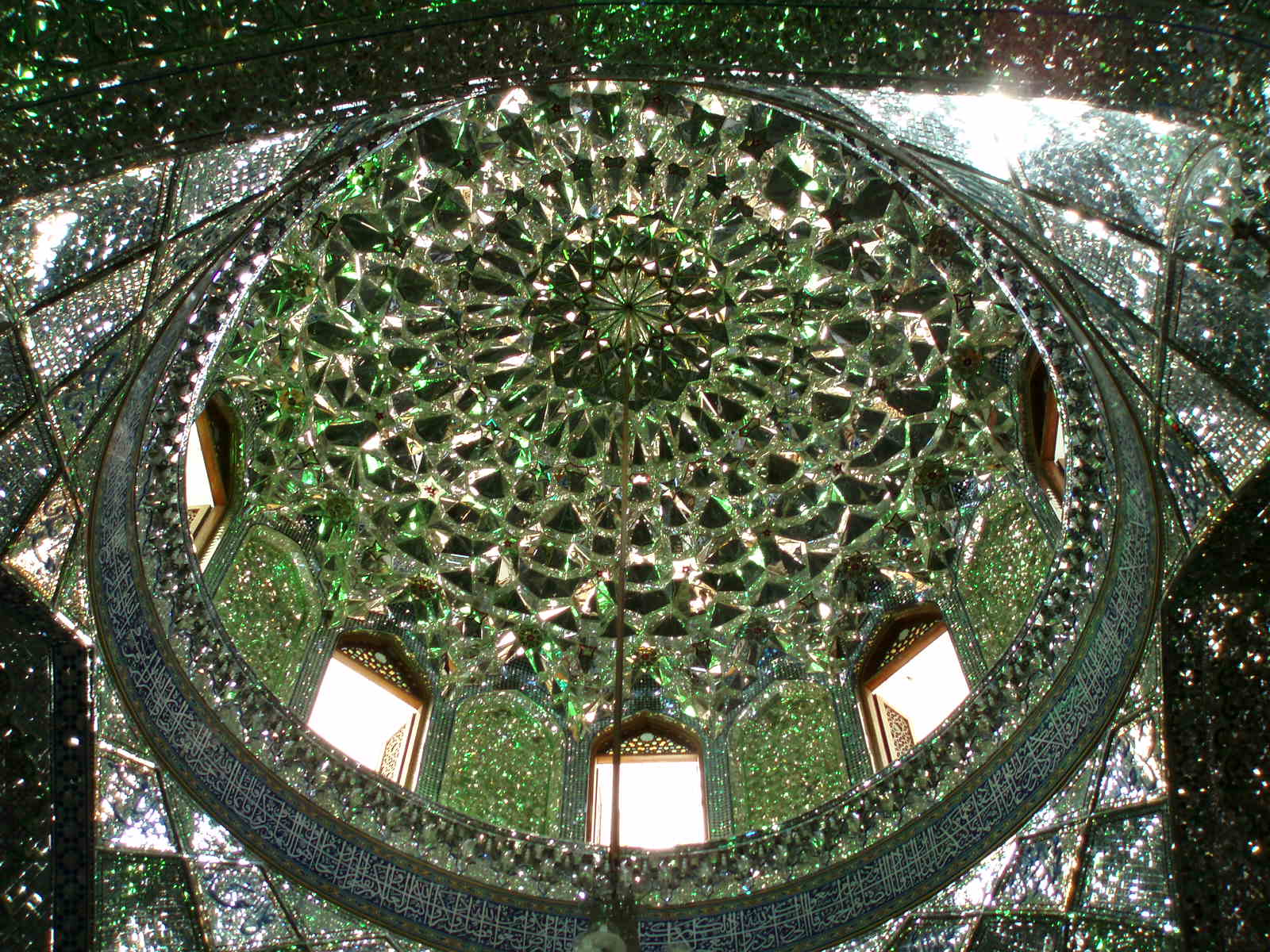
Un dôme